# Bertha Moraes Nérici
Bertha Moraes Nérici (Santana de Parnaíba, 2 de noviembre de 1921-Ibidem, 14 de junio de 2005) fue una enfermera brasileña. Nérici destaca por ser la primera mujer que sirvió en el Cuerpo de Enfermería de la Fuerza Expedicionaria Brasileña durante la Segunda Guerra Mundial. En este sentido, Nérici formó parte del primer grupo femenino del Ejército brasileño. El 4 de agosto de 1944, embarcó para Nápoles, regresando a Brasil el 3 de octubre de 1945, en el buque James Parker. Durante su estancia en el frente italiano, Nérici trabajó en varios hospitales de sangre del ejército estadounidense.
Por sus servicios, fue ascendida al grado de Capitán 1.º, recibiendo la Medalha de Guerra y la Medalha de Campanha.